# Kabindeknomiosoma hautmanni
Kabindeknomiosoma hautmanni är en skalbaggsart som beskrevs av Marc Lacroix 2005. Kabindeknomiosoma hautmanni ingår i släktet Kabindeknomiosoma och familjen Melolonthidae. Inga underarter finns listade i Catalogue of Life.